# Camille Aoustin
Camille Aoustin (født 13. februar 1990 i Cherbourg, Frankrig) er en fransk håndboldspiller, der spiller for ESBF Besançon.